# پشترسکو
پشترسکو (به بلغاری: Peshtersko) یک منطقهٔ مسکونی در بلغارستان است که در آیتوس واقع شده‌است.